# Saint-Saturnin (Puy-de-Dôme)
Saint-Saturnin település Franciaországban, Puy-de-Dôme megyében. Lakosainak száma 1167 fő (2022. január 1.). Saint-Saturnin Chanonat, Aydat, Cournols, Olloix, Saint-Amant-Tallende, Saint-Genès-Champanelle és Saint-Sandoux községekkel határos.

## Népesség
A település népessége az elmúlt években az alábbi módon változott:
| Lakosok száma | 1072 | 1164 | 1273 | 1172 | 1167 | 1164 | 1160 | 1164 | 1167 |
|               | 2013 | 2015 | 2016 | 2017 | 2018 | 2019 | 2020 | 2021 | 2022 |